# Schweizer Alpine Skimeisterschaften 2020
Die Schweizer Alpinen Skimeisterschaften 2020 fanden zwischen dem 10. November und dem 18. Dezember 2020 an drei verschiedenen Orten statt. Austragungsorte waren Arosa, Davos, Diavolezza und Zinal. Die Meisterschaften hätten ursprünglich vom 30. März bis 5. April in Zinal stattfinden sollen, mussten aber wegen der COVID-19-Pandemie abgesagt und um über ein halbes Jahr in die nächste Wintersaison verschoben werden. Da sie mitten in die Weltcupsaison oder deren unmittelbare Vorbereitung fielen, fehlten fast alle Spitzenathleten.

## Herren

### Abfahrt
Nicht ausgetragen.

### Super-G
| Platz | Sportler              | Zeit (min) |
| ----- | --------------------- | ---------- |
| 1     | Joan Verdú (AND)      | 1:00,71    |
| 2     | Adrien Fresquet (FRA) | 1:00,95    |
| 3     | Victor Schuller (FRA) | 1:01,03    |
| 4     | Louis Tuaire (FRA)    | 1:01,16    |
| 5     | Guerlain Favre (FRA)  | 1:01,18    |
| 6     | Josua Mettler         | 1:01,19    |
| 7     | Gaël Zulauf           | 1:01,34    |
| 8     | Davide Filippi (ITA)  | 1:01,47    |
| 9     | Roy-Alexander Steudle | 1:01,48    |
| 10    | Marco Pfiffner (LIE)  | 1:01,49    |

Datum: 18. Dezember 
 Ort: Zinal

### Riesenslalom
| Platz | Sportler                | Zeit (min) |
| ----- | ----------------------- | ---------- |
| 1     | Marco Reymond           | 1:51,62    |
| 2     | Semyel Bissig           | 1:52,05    |
| 3     | Daniel Meier (AUT)      | 1:52,12    |
| 4     | Victor Guillot (FRA)    | 1:52,25    |
| 5     | Josua Mettler           | 1:52,32    |
| 5     | Daniele Sette           | 1:52,32    |
| 7     | Kryštof Krýzl (CZE)     | 1:52,39    |
| 8     | Gilles Roulin           | 1:52,66    |
| 9     | Jonas Stockinger (GER)  | 1:52,77    |
| 10    | Tobias Kastlunger (ITA) | 1:52,81    |

Datum: 19. November 
 Ort: Arosa

### Slalom
| Platz | Sportler            | Zeit (min) |
| ----- | ------------------- | ---------- |
| 1     | Filip Zubčić (CRO)  | 1:32,03    |
| 2     | Noel von Grünigen   | 1:32,28    |
| 3     | Joel Lütolf         | 1:33,19    |
| 4     | Fadri Janutin       | 1:33,41    |
| 5     | Yōhei Koyama (JPN)  | 1:43,76    |
| 6     | Loïc Chable         | 1:35,26    |
| 7     | Florian Kunz        | 1:36,02    |
| 8     | Dominic Ott         | 1:36,15    |
| 9     | Franjo von Allmen   | 1:36,32    |
| 10    | Rion Takeuchi (JPN) | 1:36,40    |

Datum: 12. November 
 Ort: Diavolezza

### Kombination
| Platz | Sportler               | Zeit (min) |
| ----- | ---------------------- | ---------- |
| 1     | Reto Mächler           | 1:45,61    |
| 2     | Patrick von Siebenthal | 1:46,09    |
| 3     | Franjo von Allmen      | 1:46,23    |
| 4     | Andri Moser            | 1:46,37    |
| 5     | Christophe Torrent     | 1:46,71    |
| 6     | Jan Wolf               | 1:46,73    |
| 7     | Dominic Ott            | 1:46,86    |
| 8     | Nicolas Macheret       | 1:46,94    |
| 9     | Louis Tuaire (FRA)     | 1:47,04    |
| 10    | Lukas Zippert          | 1:47,09    |

Datum: 17. Dezember 
 Ort: Zinal

## Damen

### Abfahrt
Nicht ausgetragen.

### Super-G
| Platz | Sportlerin             | Zeit (min) |
| ----- | ---------------------- | ---------- |
| 1     | Luana Flütsch          | 1:47,33    |
| 2     | Katja Grossmann        | 1:47,57    |
| 3     | Victoria Olivier (AUT) | 1:48,68    |
| 4     | Alexandra Walz         | 1:48,82    |
| 5     | Delia Durrer           | 1:48,93    |
| 6     | Aline Höpli            | 1:48,99    |
| 7     | Melanie Michel         | 1:49,10    |
| 7     | Livia Rossi            | 1:49,10    |
| 9     | Delphine Darbellay     | 1:49,12    |
| 10    | Anna Schilcher (AUT)   | 1:49,14    |

Datum: 26. November 
 Ort: Davos

### Riesenslalom
| Platz | Sportlerin                   | Zeit (min) |
| ----- | ---------------------------- | ---------- |
| 1     | Vivianne Härri               | 1:55,47    |
| 2     | Simone Wild                  | 1:55,52    |
| 3     | Melanie Niederhofer (AUT)    | 1:55,60    |
| 4     | Elena Sandulli (ITA)         | 1:55,95    |
| 5     | Leonie Flötgen (GER)         | 1:56,51    |
| 6     | Lorina Zelger                | 1:56,52    |
| 7     | Clarisse Brèche (FRA)        | 1:56,82    |
| 8     | Julia Socquet-Dagoreau (FRA) | 1:56,83    |
| 9     | Vanessa Kasper               | 1:56,90    |
| 10    | Leana Barmettler             | 1:57,59    |

Datum: 17. November 
 Ort: Arosa

### Slalom
| Platz | Sportlerin              | Zeit (min) |
| ----- | ----------------------- | ---------- |
| 1     | Asa Andō (JPN)          | 1:30,37    |
| 2     | Andreja Slokar (SLO)    | 1:31,09    |
| 3     | Marina Wallner (GER)    | 1:31,51    |
| 4     | Jessica Hilzinger (GER) | 1:32,24    |
| 5     | Amélie Klopfenstein     | 1:32,87    |
| 6     | Eliane Christen         | 1:33,14    |
| 7     | Leona Popović (CRO)     | 1:34,08    |
| 8     | Chiara Pogneaux (FRA)   | 1:35,38    |
| 9     | Selina Gadient          | 1:36,17    |
| 10    | Laura Mercuri           | 1:36,70    |

Datum: 10. November 
 Ort: Diavolezza

### Kombination
| Platz | Sportlerin                  | Zeit (min) |
| ----- | --------------------------- | ---------- |
| 1     | Katja Grossmann             | 2:26,63    |
| 2     | Delphine Darbellay          | 2:27,05    |
| 3     | Aline Höpli                 | 2:27,12    |
| 4     | Vanessa Kasper              | 2:27,40    |
| 5     | Luana Flütsch               | 2:27,54    |
| 6     | Svenja Pfiffner             | 2:28,30    |
| 7     | Nicole Good                 | 2:28,42    |
| 8     | Federica Sosio (ITA)        | 2:28,44    |
| 9     | Anna Schilcher (AUT)        | 2:28,56    |
| 10    | Michelle Niederwieser (AUT) | 2:28,57    |

Datum: 25. November 
 Ort: Davos